# Thomas von Schallen
Thomas von Schallen (* um 1480 in St. Niklaus; † 1541) war ein Walliser Notar, Politiker und Hauptmann.

## Familie
Die Familie von Schallen ist seit dem 14. Jahrhundert im Nikolaital bzw. in St. Niklaus ansässig. Um das Jahr 1523 verliess Thomas von Schallen sein Heimatdorf St. Niklaus, nachdem er sein Haus und seine Liegenschaften dort verkauft hatte. Er lebte mit seiner Familie bis nach 1528 in Brig und dann in Sitten. Zuvor hatte er sein Haus in Brig verkauft. 1538 erwarb er das Burgerrecht von Sitten. Er war zwei Mal verheiratet und hatte wenigstens 12 Söhne und Töchter, die sich u. a. in Basel weiter bildeten.

## Beruflicher und politischer Werdegang
Ab dem Jahre 1510 war Thomas von Schallen Notar. Auch von St. Niklaus aus hat er seine politische Laufbahn als Meier begonnen, wobei er in den Jahren 1518 und 1519 Meier und Grosskastlan von St. Niklaus war.
Mehrfach war von Schallen Landratsabgeordneter des Zenden Visp in Sitten. Am 21. März 1524 nahm er als Vertreter für das Wallis an einer eidgenössischen Tagsatzung in Luzern teil. 1539 wurde er Kastlan des Vizedominats von Sitten und 1540 Grosskastlan der Walliser Hauptstadt.

## Hauptmann
Ab 1524 trug Thomas von Schallen den Titel eines königlichen Hauptmanns (capitaneus regius). Er führte als Hauptmann u. a. 1536 das Heer der Zenden Goms, Brig und Visp.